# Ernest Gilon
Ernest Adolphe Angèle Romain Gilon (Verviers, 28 februari 1846 - 9 november 1902) was een Belgisch senator.

## Levensloop
Gilon was actief als uitgever in Verviers, een stad waar hij ook gemeenteraadslid was.
In 1894 werd hij verkozen tot liberaal provinciaal senator en vervulde dit mandaat tot in 1898.
Gilon was actief als vrijmetselaar in de lokale loge Le Travail en in sociale activiteiten die door deze loge ondersteund werden. Dit was in de eerste plaats de Oeuvre des Soirées populaires de Verviers, een vereniging voor volksopvoeding, van liberale en progressieve strekking, die vanaf de stichting in 1866 tot aan het einde van de eeuw een aanzienlijk succes kende in Verviers. Gilon was er als jongeman een van de voornaamste stichters van. De vereniging organiseerde voordrachten, excursies en uitdeling van goedkope boeken, om de opleiding en het welzijn van de arbeiders te bevorderen.
In Petit-Rechain (Verviers) wordt hij herinnerd door een Rue Ernest Gilon.

## Publicaties
- Une institution à créer partout. Proposition faite aux Comité des soirées populaires de Verviers, Verviers, 1876
- Le barrage de la Gileppe. Guide du touriste, Verviers, 1878
- Hygiène de la bouche (...), Verviers, 1879
- Eugène Melen, biographie, Verviers, 1881
- Le Pétrole, Verviers, 1881
- Chez les sauvages, Verviers, 1881
- Un dernier effort, comédie en un acte, Verviers, 1885
- Misères sociales. La lutte pour le bien-être, Parijs, 1887
- La Franc-Maçonnerie Moderne, Verviers, voor 1902.